# Gita Gutawa
Aluna Sagita Gutawa (11 de agosto de 1993, Yakarta), conocida artísticamente como Gita Gutawa, es una actriz y cantante indonesia de voz soprano, hija del cantante Erwin Gutawa. Aunque originalmente estudió piano, posteriormente se focalizó en el canto. Fue descubierta en 2004 mientras colaboraba con Ada Band para el álbum Heaven of Love (2005), con el que vendió 800 000 copias. Luego de su llamativa participación con la banda fue contactada por Sony Music Indonesia con una oferta para grabar un álbum en solitario. El éxito de ese álbum, el autodenominado Gita Gutawa, dio lugar a numerosas ofertas de trabajo de actuación y marketing. Como actriz, ha protagonizado dos telenovelas indonesias, Ajari Aku Cinta y Ajari Lagi Aku Cinta. También interpretó un personaje para la película animada Meraih Mimpi, e hizo su debut en el cine en 2010 en Love in Perth.
Además ha sido ganadora varios premios, incluido el de Mejor Actriz Revelación en el Premio de la Música de Indonesia 2008, y también ganó el 6º Festival Internacional de la Canción de los Niños del Nilo realizado en El Cairo.

## Discografía

### Álbumes
Álbumes de estudio
- 2007: Gita Gutawa
- 2009: Harmoni Cinta
- 2010: Balada Shalawat
- 2014: The Next Chapter

Extended plays
- Rangkaian Kata (2014)

### Sencillos
- Yang Terbaik Bagimu (con Ada Band) (Incluido en el álbum Heaven of Love de Ada Band) (2004)
- Salam Ramadhan (con Haddad Alwi) - Jalan Cinta 2 (2005)
- Bukan Permainan, Kembang Perawan, Doo Bee Doo - Kembang Perawan (2007)
- Sempurna, Dua Hati Menjadi Satu - Ost. Love (2007)
- Jalan Lurus - Selamat Jalan Cinta (2008)
- Tak Perlu Keliling Dunia - Ost. Laskar Pelangi (2008)
- Aku Cinta Dia, Parasit - Harmoni Cinta (2009)
- Meraih Mimpi (Sing to the Dawn) - Ost. Meraih Mimpi (2009)
- "Mau Tapi Malu" (Feat. Duo Maia) (2009)
- "Lelaki Sempurna" (2010)
- "Idul Fitri" (2010)
- "Cinta Takkan Salah" (con Derby Romero) (2011)
- "Rangkaian Kata" (2014)
- "Hingga Akhir Waktu" (2014)

## Filmografía

### Carrera televisiva
- Ajari Aku Cinta (2007)
- Ajari Lagi Aku Cinta (2007)

### Carrera cinematográfica
- Meraih Mimpi (o Sing to the Dawn, como actriz de voz) (2009)
- Love in Perth (2010)

## Entretenimiento
- Indomie
- Kornet So Good
- Sosis So Good
- Bank Bukopin
- Ice Cream Wall's Conello Indonesia and Cornetto Malaysia
- She Cologne
- She Deo
- Pond's
- IM3 Indosat